# Kalush
Kalush (em ucraniano:  Калуш; em polonês/polaco:  Kałusz) é uma cidade da Ucrânia, situada no Oblast de Ivano-Frankivsk. Tem 65 km² de área e sua população em 2020 foi estimada em 66.140 habitantes.